# 서울공덕초등학교
서울공덕초등학교는 대한민국 서울특별시 마포구에 있는 공립 초등학교이다.

## 학교 연혁
- 1940년 3월 31일: 경성공덕공립학교 설립인가
- 1944년 4월 11일: 개교
- 1996년 3월 1일: 서울공덕초등학교로 교명 개칭
- 2000년 6월 8일: 북관 개축공사(유치원 및 교사)
- 2024년 4월 11일: 개교 80주년

## 참고 자료
- 서울공덕초등학교 - 한국교육학술정보원 학교알리미